# (27720) 1989 UP3
1989 يو بي 3 (ويعرف أيضًا باسم (27720) 1989 يو بي 3 وفق تسمية الكوكب الصغير) (بالإنجليزية: 1989 UP3)‏ هو كويكب ضمن حزام الكويكبات؛ وترتيبه 27720 من حيث الاكتشاف.
اكتُشف هذا الجُرم الفلكي بواسطة اليانور إف. هيلين في 26 أكتوبر 1989.

## وصلات خارجية
- (27720) 1989 UP3 في قاعدة بيانات مختبر الدفع النفاث لأجرام النظام الشمسي الصغيرة

- الاكتشاف · مخطط المدار ·  العناصر المدارية · المعلمات المادية

- (27720) 1989 UP3 على موقع ويكي سكاي: DSS2, SDSS, GALEX, IRAS, Hydrogen α, X-Ray, Astrophoto, Sky Map, Articles and images